# Bartosz Niedzielski
Bartosz Niedzielski, także Barto Pedro Orent-Niedzielski (ur. 1983 w Katowicach, zm. 16 grudnia 2018 w Strasburgu) – polski działacz społeczny i dziennikarz pracujący w Parlamencie Europejskim, który zginął w wyniku zamachu terrorystycznego w Strasburgu w grudniu 2018 roku, postrzelony w trakcie próby udaremnienia działania zamachowcowi.

## Życiorys
Pochodził z Katowic. Jako nastolatek wyemigrował z matką Dorotą Orent i bratem Jakubem do Francji. Przez dwadzieścia lat mieszkał w Strasburgu. Uczęszczał tam do Lycée international des Pontonniers. Następnie pracował w Parlamencie Europejskim, gdzie prowadził program radiowy i był przewodnikiem oprowadzającym wycieczki turystyczne.
W Strasburgu współpracował z lokalną prasą. Był zaangażowany w działalność na rzecz mniejszości etnicznych, kulturowych i seksualnych, w tym na rzecz ruchu LGBT, kultury jidysz oraz ekologii. Był jednym z animatorów Europejskiego Festiwalu Komiksu Strasbulles. Był gejem, kosmopolitą i eurofilem ceniącym swoją europejską tożsamość. Amatorsko tańczył w zespole i śpiewał w chórze. Był poliglotą, znał co najmniej siedem języków, w tym polski, francuski, angielski, włoski, węgierski, jidysz i rosyjski. Rozpoczął również naukę tureckiego.
Według doniesień medialnych, był znany i lubiany przez strasburską Polonię. Przyjaźnił się z muzykiem Lukiem Arbogastem, a także z teatrolożką Claire Audhuy, której pomagał w pracy nad książką Penser et parler l’Europe.

### Zamach w Strasburgu
11 grudnia 2018 w Strasburgu we Francji, podczas jarmarku bożonarodzeniowego, 29-letni Chérif Chekatt, obywatel Francji pochodzenia algierskiego dokonał zamachu terrorystycznego z użyciem noża i broni palnej.
Według relacji znajomych, Niedzielski tego wieczoru poszedł na koncert do jednego ze strasburskich klubów. Jeszcze zanim koncert się rozpoczął, razem ze znajomym dziennikarzem z Włoch Antonio Megalizzim i dwoma muzykami stali przed wejściem, paląc papierosy. Gdy spostrzegli zamachowca z bronią, rzucili się, żeby go powstrzymać. Niedzielski i Antonio Megalizzi odnieśli rany postrzałowe. Według części doniesień, zamachowiec chciał wejść do klubu, a dzięki interwencji Polaka i Włocha udało się zabarykadować drzwi i nie dopuścić zamachowca do środka.
Niedzielski został przetransportowany do szpitala, gdzie przebywał na oddziale intensywnej terapii. Spędził pięć dni w śpiączce, po czym zmarł wieczorem 16 grudnia 2018.

## Oddźwięk i upamiętnienie
Po śmierci Bartosza Niedzielskiego nastąpił szeroki odzew w publicznych wypowiedziach najwyższych polskich urzędników państwowych oraz instytucji Unii Europejskiej. 17 grudnia 2018 roku Komisja Europejska uczciła pamięć zmarłego minutą ciszy. Prezydent RP Andrzej Duda napisał, że znał Niedzielskiego z widzenia i był wstrząśnięty informacją o jego śmierci, złożył też hołd pamięci zmarłego. Premier Mateusz Morawiecki stwierdził, że „bohaterska postawa Bartosza Niedzielskiego przyczyniła się do powstrzymania mordercy w Strasbourgu” i podjął decyzję o przyznaniu specjalnej renty rodzinie działacza. Kondolencje rodzinie zmarłego złożyli przewodniczący Parlamentu Europejskiego Antonio Tajani i polskie Ministerstwo Spraw Zagranicznych.
Śmierć Niedzielskiego stała się też przedmiotem debaty publicystycznej. Jacek Dehnel zauważył, że odwaga okazana w krytycznej sytuacji przez Niedzielskiego nie wpisywała się w stereotyp silnego, umięśnionego, heteroseksualnego maczo: „Nic nie wskazuje na to, żeby w towarzystwie chwalił się, jakim to będzie chojrakiem i jak powstrzymałby zamachowców, gdyby przyszło co do czego. Na jego zdjęciach nie widać koszulek z żołnierzami wyklętymi. A jednak to on pobiegł ze swoim znajomym, żeby powstrzymać uzbrojonego napastnika w Strasburgu. (…) Dziś możemy powiedzieć, że był nie tylko bohaterskim Polakiem, ale również bohaterskim gejem, który za ocalenie zupełnie obcych ludzi, chroniących się w strasburskim klubie, zapłacił najwyższą cenę. Więc na drugi raz, koledzy heterycy, darujcie sobie te heheszki o rurkach”.
14 stycznia 2019 roku przewodniczący Parlamentu Europejskiego Antonio Tajani zapowiedział, że studio radiowe Parlamentu Europejskiego w Strasburgu będzie nosić imię Antonio Megalizziego i Bartosza Niedzielskiego.